# Hollis Thompson
Pour les articles homonymes, voir Thompson.
Hollis Thompson, né le 3 avril 1991 à Los Angeles (Californie), est un joueur américain professionnel de basket-ball. Il évolue aux postes d'ailier et d'arrière.

## Carrière

### Carrière universitaire
Durant sa carrière universitaire, il joue pour les Hoyas de Georgetown.

### Carrière professionnelle
Non drafté, il rejoint le Thunder d'Oklahoma City le 11 juillet 2012 mais il est coupé le 25 octobre. Le 31 octobre, il est sélectionné par les 66ers de Tulsa.
Durant l'été 2013, il participe à la NBA Summer League à Las Vegas avec les Spurs de San Antonio. Le 27 septembre, il signe avec les Sixers de Philadelphie. Le 5 avril 2014, il réalise son record de points en carrière en marquant 18 points lors de la défaite des siens 101 à 105 contre les Nets de Brooklyn. Il bat aussi son record de trois points marqués dans un match en rentrant six paniers à trois points.
Durant sa saison de rookie en NBA, il joue 77 matches dont 41 où il est titularisé. Il termine la saison en étant le rookie de le plus adroit à trois points de la ligue avec 40,1% de réussite (67/167). À l'issue de la saison, il obtient cinq suffrages pour la seconde All NBA Rookie Team. 
Le 4 janvier 2017, il est coupé par les 76ers de Philadelphie.
En août 2017, il quitte la NBA et rejoint l'Olympiakós.

## Records en carrière

### En NBA
Les records personnels de Hollis Thompson, officiellement recensés par la NBA sont les suivants :
| Type de statistique        | Saison régulière | Saison régulière        | Saison régulière  |
| Type de statistique        | Record           | Adversaire              | Date              |
| -------------------------- | ---------------- | ----------------------- | ----------------- |
| Points                     | 22               | Magic d'Orlando         | 1er novembre 2016 |
| Paniers marqués            | 7                | 2 fois                  |                   |
| Paniers tentés             | 19               | @ Bucks de Milwaukee    | 31 octobre 2014   |
| Paniers à 3 points réussis | 6                | Nets de Brooklyn        | 5 avril 2014      |
| Paniers à 3 points tentés  | 8                | Nets de Brooklyn        | 5 avril 2014      |
| Lancers francs réussis     | 5                | Clippers de Los Angeles | 9 décembre 2013   |
| Lancers francs tentés      | 8                | Bulls de Chicago        | 7 novembre 2014   |
| Rebonds offensifs          | 4                | @ Suns de Phoenix       | 28 décembre 2013  |
| Rebonds défensifs          | 8                | Magic d'Orlando         | 5 novembre 2014   |
| Rebonds totaux             | 9                | 3 fois                  |                   |
| Passes décisives           | 4                | 3 fois                  |                   |
| Interceptions              | 4                | 3 fois                  |                   |
| Contres                    | 3                | Heat de Miami           | 1er novembre 2014 |
| Balles perdues             | 3                | 2 fois                  |                   |
| Minutes jouées             | 41               | @ Pacers de l'Indiana   | 17 mars 2014      |

- Double-double : aucun (au 21/11/2014)
- Triple-double : aucun.

### En D-League
Les records personnels de Hollis Thompson, officiellement recensés par la D-League sont les suivants :
| Type de statistique        | Saison régulière | Saison régulière          | Saison régulière |
| Type de statistique        | Record           | Adversaire                | Date             |
| -------------------------- | ---------------- | ------------------------- | ---------------- |
| Points                     | 25               | @ Jam de Bakersfield      | 15 décembre 2012 |
| Paniers marqués            | 10               | Red Claws du Maine        | 8 janvier 2013   |
| Paniers tentés             | 17               | @ Warriors de Santa Cruz  | 11 janvier 2013  |
| Paniers à 3 points réussis | 2                | 3 fois                    |                  |
| Paniers à 3 points tentés  | 5                | @ Warriors de Santa Cruz  | 13 janvier 2013  |
| Lancers francs réussis     | 6                | Warriors de Santa Cruz    | 2 février 2013   |
| Lancers francs tentés      | 7                | Warriors de Santa Cruz    | 2 février 2013   |
| Rebonds offensifs          | 5                | Red Claws du Maine        | 8 janvier 2013   |
| Rebonds défensifs          | 9                | 2 fois                    |                  |
| Rebonds totaux             | 14               | Red Claws du Maine        | 8 janvier 2013   |
| Passes décisives           | 5                | Legends du Texas          | 23 novembre 2012 |
| Interceptions              | 3                | 2 fois                    |                  |
| Contres                    | 1                | 7 fois                    |                  |
| Balles perdues             | 6                | @ Skyforce de Sioux Falls | 23 février 2013  |
| Minutes jouées             | 44               | @ Warriors de Santa Cruz  | 11 janvier 2013  |

- Double-double : aucun (au 06/04/2013)
- Triple-double : aucun.